# Senzitivní jíl
Senzitivní jíl, také známý jako rychlý jíl, je forma velmi citlivého mořského jílu, který má silnou tendenci měnit svůj relativně tuhý stav na stav tekutý. Jsou to sedimenty mořského původu, které tvoří plochá území i několik set výškových metrů nad hladinou dnešní mořské hladiny – především ve Skandinávii a Kanadě. Pevnost těchto jílů postupně klesá, protože se postupně zmenšuje množství soli, která je obsažena ve pórové vodě. Kromě zmenšování pevnosti se snižuje i mez tekutosti, a tak vzrůstá jejich náchylnost k výrazné ztrátě pevnosti při prohnětení. Nenarušený senzitivní jíl se podobá vodou nasycenému gelu. Když je senzitivní jíl vystaven dostatečnému napětí nebo se zvýší jeho vlhkost, která může často přesahovat 100 %, tak se okamžitě mění v materiál, který se chová jako viskózní tekutina – tento proces je znám jako ztekucení.